# Sauerkraut

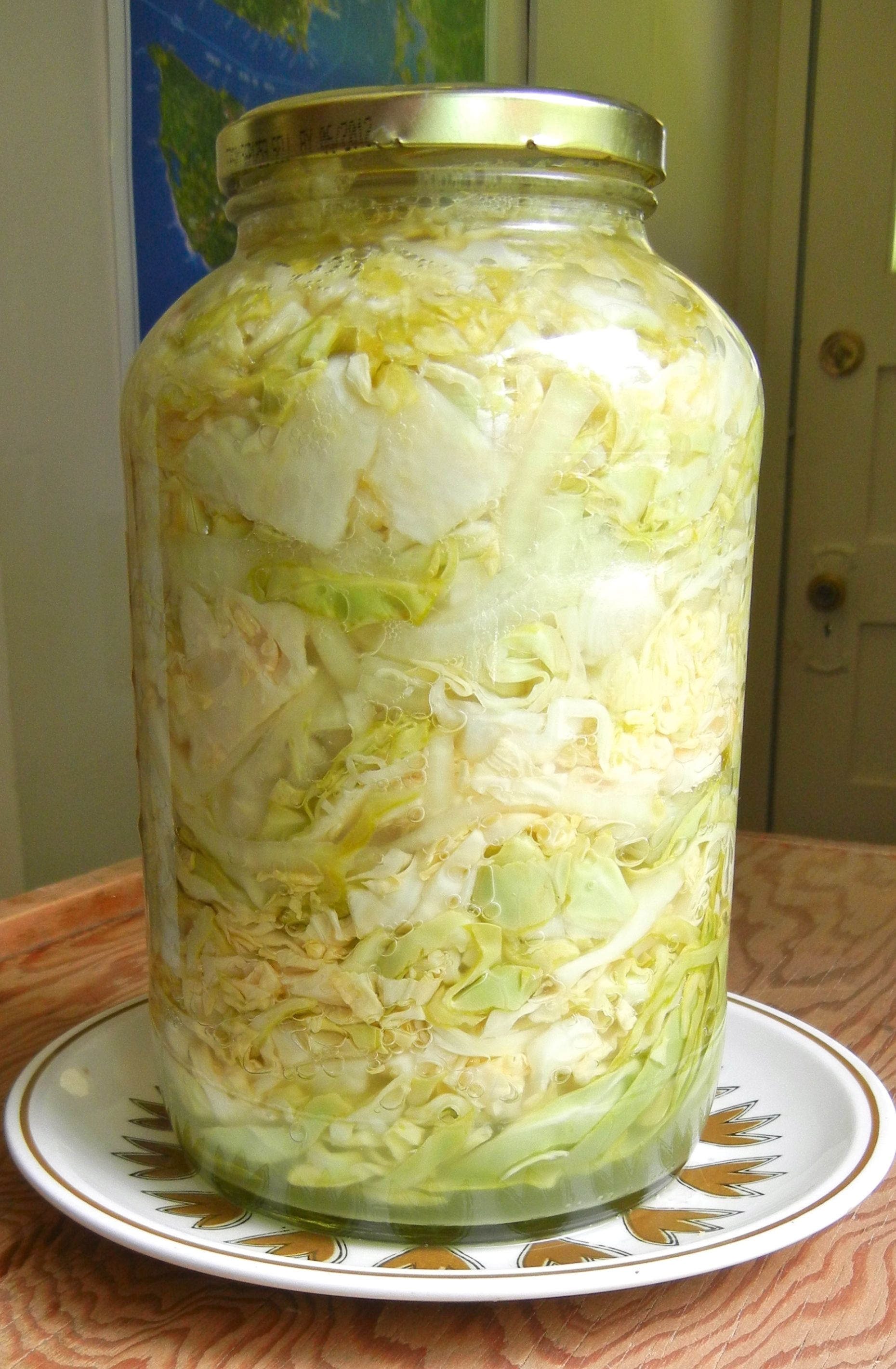
Sauerkraut im Glas

Sauerkraut oder Sauerkohl ist durch Milchsäuregärung konservierter Weißkohl oder Spitzkohl. Es wird meist gedünstet als Beilage verzehrt. Es gilt international als eines der bekanntesten deutschen Gerichte.

## Inhaltsstoffe
Sauerkraut ist reich an Milchsäure, Vitamin A, B, C und Mineralstoffen und mit den Kohlgemüsen ein wichtiger heimischer Vitamin-C-Lieferant im Winter. Sauerkraut hat einen relativ geringen physiologischen Brennwert von ca. 80 kJ/100 g (19 kcal/100 g), ist praktisch fettlos, enthält 3 bis 4 % Kohlenhydrate und 1 bis 2 % Proteine.
Der in vielen Werken auch heute noch angegebene hohe Gehalt an Vitamin K liegt nach einer 2008 von der Deutschen Herzstiftung veröffentlichten Studie lediglich bei durchschnittlich 7,7 μg/100 g Sauerkraut.

## Geschichte

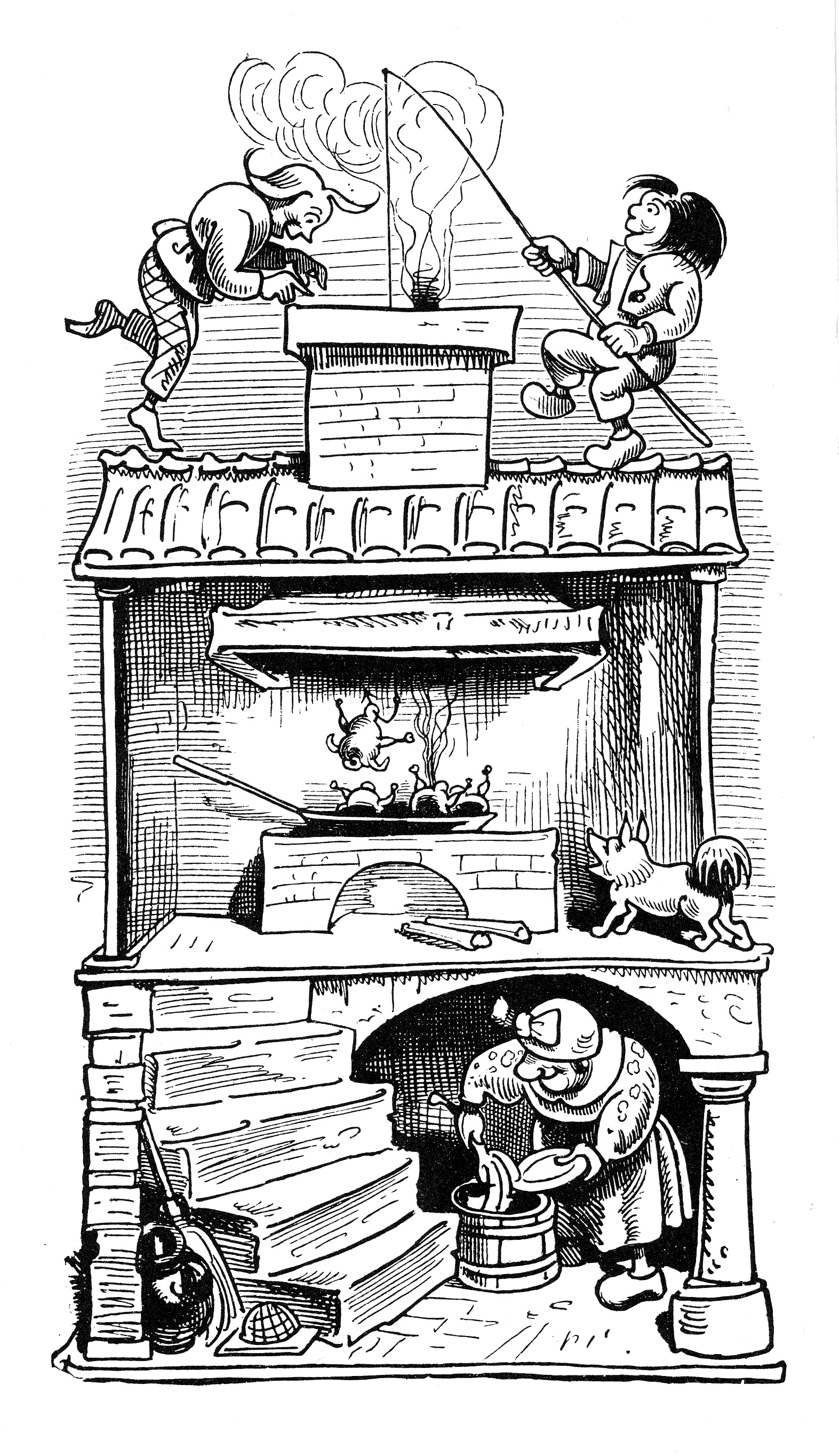
Wilhelm Busch: Max und Moritz, 1865
Eben geht mit einem Teller
Witwe Bolte in den Keller,
Daß sie von dem Sauerkohle
Eine Portion sich hole,
Wofür sie besonders schwärmt,
Wenn er wieder aufgewärmt.

Gemüse durch Milchsäuregärung zu konservieren ist eine sehr alte, in verschiedenen Weltregionen praktizierte Technik. Im antiken Griechenland und im Römischen Reich war gesäuerter Weißkohl bekannt, ebenso in China. Von den griechischen Naturphilosophen ist bekannt, dass sie Sauerkraut empfahlen.
Bereits im 7. Jahrhundert entstand die koreanische Variante des Sauerkrauts, das Kimchi. Es unterscheidet sich vom europäischen Sauerkraut, das dort Togil Kimchi genannt wird, durch die Verwendung von Chinakohl und anderen asiatischen Zutaten.
Um 1270 wurde das Sauerkraut in der Erzählung Meier Helmbrecht erwähnt:
ein krût vil kleine gesniten;
veizt und mager, in bêden siten,
ein guot fleisch lac dâ bî.
Sauerkraut gehörte bis zur Etablierung neuerer Konservierungsmethoden zu den im Winter in Deutschland, Österreich, den Niederlanden und Polen hauptsächlich verarbeiteten Zutaten. Es gelangte auch in die jüdische Küche. Besonders in mittel- und osteuropäischen Staaten wird sehr viel Sauerkraut verzehrt. Durch seinen hohen Vitamingehalt (besonders Vitamin C) beugte es im Winter Mangelerscheinungen vor. Deshalb wurde es auch ganzjährig als Proviant in der Seefahrt eingesetzt, nachdem im 18. Jahrhundert entdeckt worden war, dass der Verzehr von Sauerkraut Skorbut verhindert.
Während des Ersten Weltkriegs vermarkteten Händler es in den USA auch als liberty cabbage. Vor allem während der Zeit des Zweiten Weltkriegs wurde im englischen Sprachraum häufig die stereotypisierende Bezeichnung Krauts für Deutsche (oder Kraut für Deutscher) verwendet, die wohl auf den traditionell hohen Konsum von Sauerkraut während der Wintermonate in Zentraleuropa, speziell in Deutschland, zurückzuführen ist.

## Herstellung

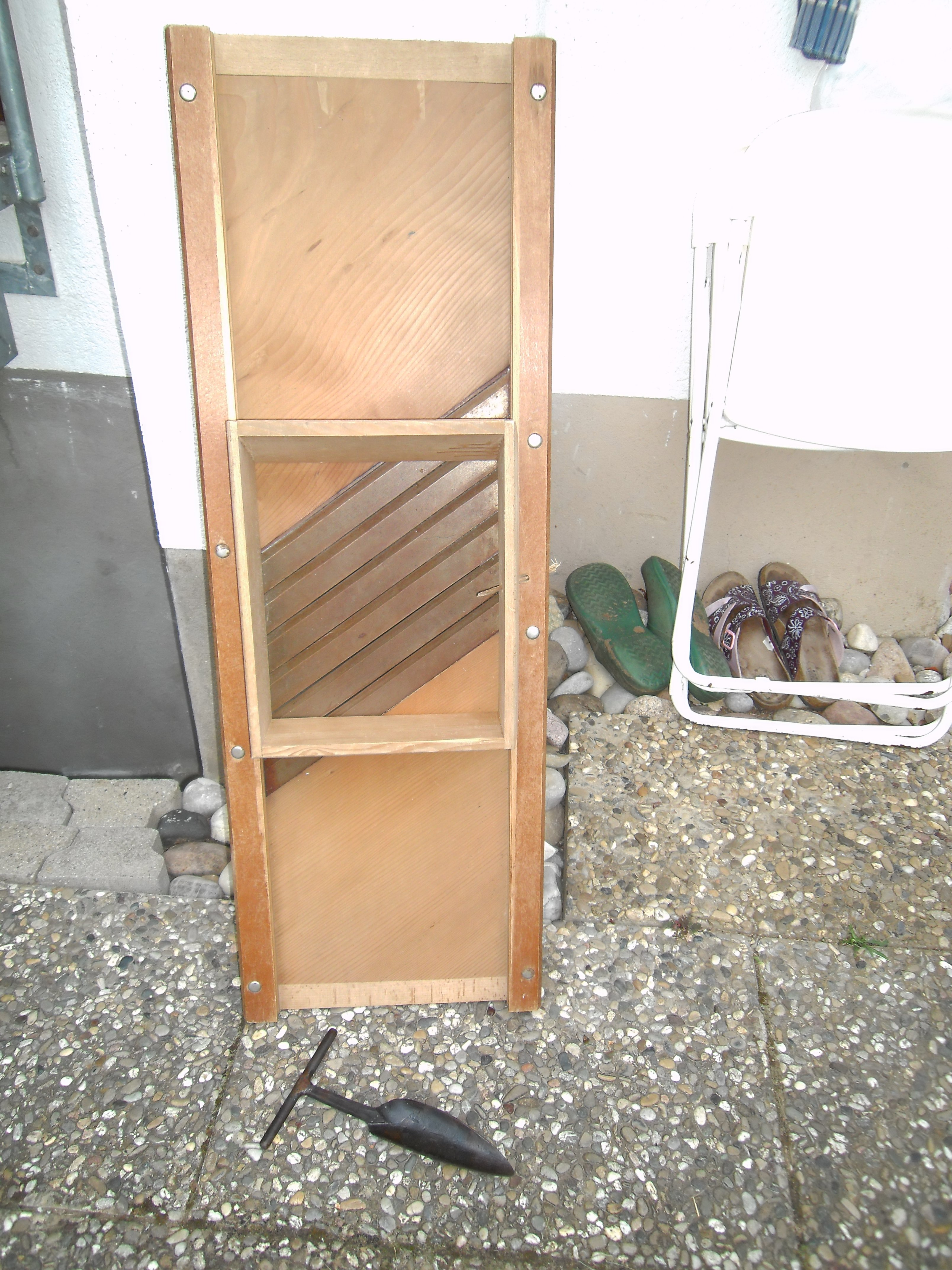
Krauthobel und Storzmesser

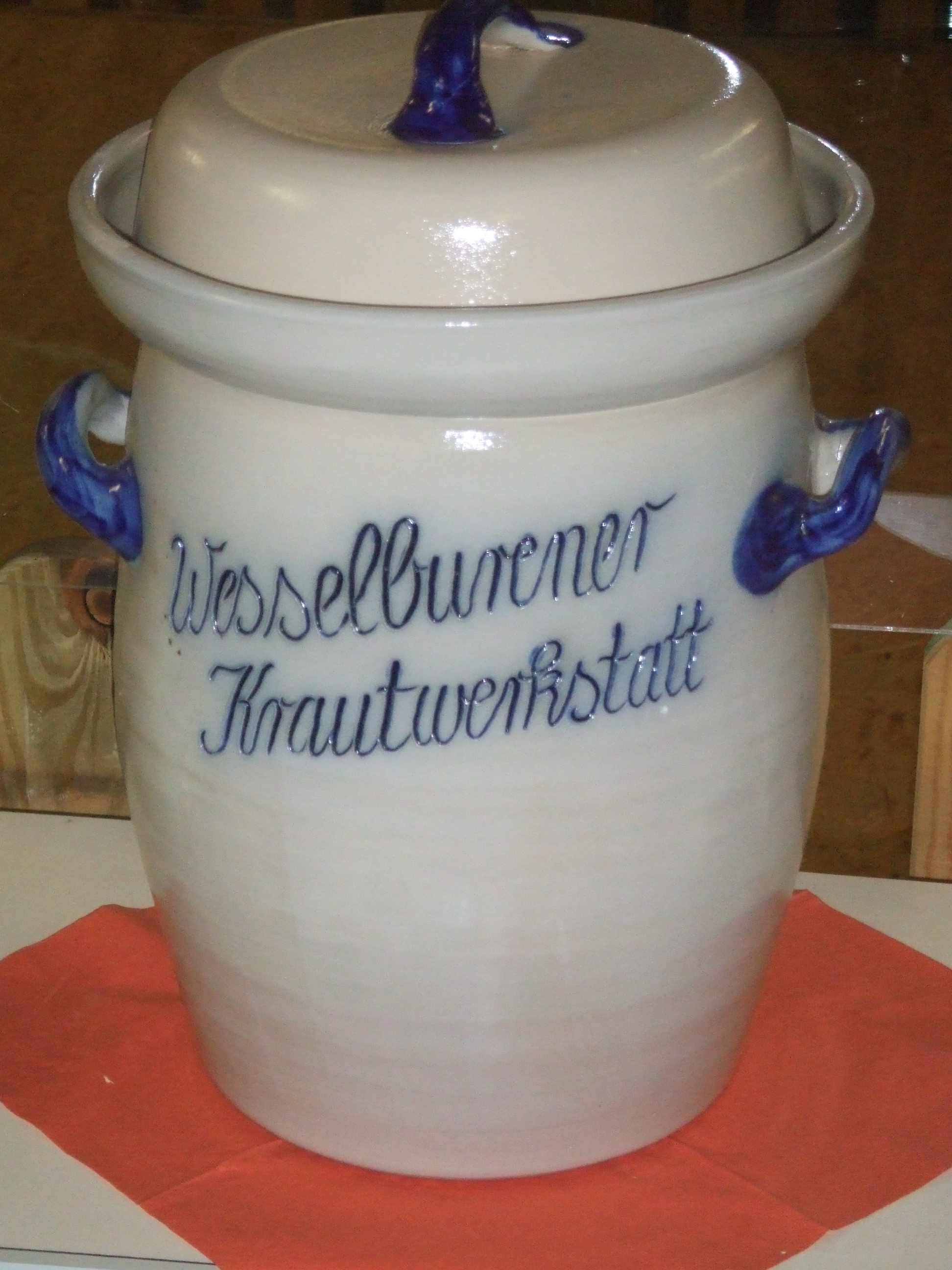
Sauerkrauttopf

Frischer Weißkohl wird ohne den Strunk beispielsweise mit einem Gemüsehobel in feine Streifen geschnitten, mit einem geringen Prozentsatz an Salz (ca. 2 %) vermischt und in ein Gefäß gegeben. Das untergemischte Salz entzieht dem Weißkohl bereits vor der Gärung einen Teil der Flüssigkeit. Bei Weinsauerkraut bzw. Weinkraut wird zusätzlich etwas Weißwein dazugegeben. Anschließend wird das lose geschichtete Kraut verdichtet; beispielsweise können mit einem Krautstampfer die Pflanzenzellen zersprengt werden, damit der Zellsaft besser austreten kann. Die entstehende Salzlake bedeckt und konserviert das Kraut bis zur genügend fortgeschrittenen Gärung. Die in der Luft vorhandenen und am Weißkohl haftenden Milchsäurebakterien bringen den Gärungsprozess in Gang.
Die Salzlake muss den Weißkohl während der Gärzeit (je nach Temperatur ca. 2 bis 6 Wochen) bedecken, um eine anaerobe Umgebung zu gewährleisten, weil sich ansonsten neben der gewünschten Milchsäurebakterien unter anderem auch Hefen oder Schimmelpilze vermehren können. Deswegen kann der Kohl während der Gärung mit Gewichten beschwert werden. Ist die Gärung so weit fortgeschritten, dass ein genügend niedriger pH-Wert vorhanden ist, werden schädliche Bakterien (Fäulnis) und Pilze gehemmt oder getötet. Schließlich ist das Kraut so sauer, dass es haltbar ist.
Ursprünglich benutzte man zur Zubereitung Holzfässer (wie auch bei Salzfleisch oder Salzbohnen), später Sauerkrauttöpfe aus Steingut. Um einen Luftabschluss und ein gleichzeitiges Entweichen von Gasen zu ermöglichen, besitzt der Sauerkrauttopf eine umlaufende Rinne. Ein aufgesetzter Deckel taucht rundum in das in der Rinne befindliche Salzwasser und verhindert einen Luftzutritt. Das eingelegte Gut darf nie aus der Lake herausragen, da es sonst schimmeln kann und einen schlechten Geschmack annimmt, der das gesamte Kraut befällt.  Es muss daher kontrolliert und bei Bedarf mit Salzlake nachgefüllt werden.
Seit dem späten 19. Jahrhundert stellt man Sauerkraut industriell her, zunächst in Holzfässern, heute in luftdicht verschließbaren Gärsilos. Die älteste deutsche Sauerkrautfabrik war die Leuchtenberg Sauerkrautfabrik in Neuss. Dort wurde von 1861 bis 2017 traditionell Sauerkraut hergestellt. Heutigem industriell hergestellten Sauerkraut wird oft weiteres Vitamin C als Antioxidans zugegeben. Die Lagerfähigkeit wird dadurch erhöht. Bei den heute üblichen hygienischen Produktions- und Lagerbedingungen kann eine separate Zugabe der Milchsäurebakterien anstehen, um Fehlgärungen zu vermeiden. Die verwendete Art Leuconostoc mesenteroides setzten auch Molkereien ein.

### Ablauf
Der Ablauf der Gärung bei der industriellen Herstellung wird in drei Phasen eingeteilt:
1. Phase (die ersten drei Tage)
Es entwickeln sich Hefen und Essigsäurebakterien (diese sind bereits im Substrat vorhanden), die den restlichen Sauerstoff verbrauchen und Ethanol, Säuren und Ester herstellen.
2. Phase (weitere drei Tage)
Es werden heterofermentative Milchsäurebakterien (z. B. Leuconostoc-Arten wie Leuconostoc mesenteroides) hinzugegeben. Sie bilden Milchsäure, Essigsäure, Mannit und Kohlenstoffdioxid. Der pH-Wert sinkt. Das im Substrat vorhandene Ethanol verestert mit Säuren und wird zu einer wichtigen Geschmackskomponente im Sauerkraut. Je niedriger der pH-Wert ist, umso stärker werden unerwünschte Fremdorganismen wie Clostridien in ihrem Wachstum gehemmt. Die Milchsäurebakterien produzieren Milchsäure, bis deren Konzentration auf 2 % gestiegen ist. Danach werden auch die MS-Bakterien in ihrem Wachstum gehemmt.
3. Phase (ab einem Säuregehalt von 1–2 %, 3–6 Wochen)
Es werden homofermentative Milchsäurebakterien hinzugegeben, die noch säuretoleranter sind, z. B. Lactobacillus-Arten wie Lactobacillus brevis. Die Gärdauer beträgt bei Raumtemperatur 3–4 Wochen, bei Kellertemperatur 5–6 Wochen.

### Salzgehalt
Der ursprünglich zugesetzte Salzgehalt hat einen wesentlichen Einfluss auf den Fermentationsprozess und den Geschmack des Sauerkrauts bzw. den Säuregehalt. Während typischerweise ein Salzgehalt von rund 2 % empfohlen wird, sind Konzentrationen bis 8 % möglich. Der zugesetzte Salzanteil ist abhängig von der Art des Kohls sowie dem zu erzielenden Geschmack. Bei einer Konzentration von rund 3,5 % werden rund 90 % bestimmter Milchsäurebakterienstämme gehemmt, was zu einer deutlich Veränderung des Geschmacks (weniger sauer bzw. milder) führt.
Die eigentliche Fermentation findet bei rund 3 % Salzgehalt statt, was zu einem deutlich milderen Endprodukt führt. Besonders bei industrieller Herstellung kann unter Zuhilfenahme von Vitamin C sowie einer separaten Zugaben von Milchsäurebakterien bzw. Milchsäure der anfängliche Salzgehalt reduziert werden, meist erfolgt hier die Fermentation schneller und bei deutlich höheren Temperaturen (bis zu 32 °C). Der Salzgehalt beträgt hier zwischen 1 und 1,5 %

## Zubereitung
In Sauerkraut und Weißkohl ist Ascorbinsäure auch in Form von Ascorbigen A und B (C-2-Scatyl-L-ascorbinsäure) gebunden. Wird das Gemüse gekocht, zerfallen die Moleküle in L-Ascorbinsäure und 3-Hydroxyindol, so dass es in gekochtem Zustand mehr Vitamin C enthält als im rohen Zustand. Durch zu langes Kochen wird das Vitamin jedoch zerstört. Sauerkraut ist lose oder als Dauerkonserve in Dosen, Gläsern oder in verschweißten Kunststoffbeuteln erhältlich.
Sauerkraut wird mit etwas Wasser oder Brühe und Fett gedünstet. Übliche Gewürze sind – neben Salz und Pfeffer – Lorbeer, Wacholder, Kümmel, Nelken oder Majoran. Je nach Region werden noch Zutaten wie Zwiebeln, Äpfel oder Weintrauben zugegeben. In Hessen ist das beispielsweise Apfelsaft und in Thüringen Bier. In manchen regionalen Küchen ist eine leichte Bindung durch eine Mehlschwitze oder z. B. in der schlesischen Küche durch wenige mitgekochte Kartoffeln bekannt; auch in Südbayern werden geringe Mengen geriebener Kartoffel zum Kraut gegeben.

## Gerichte mit Sauerkraut

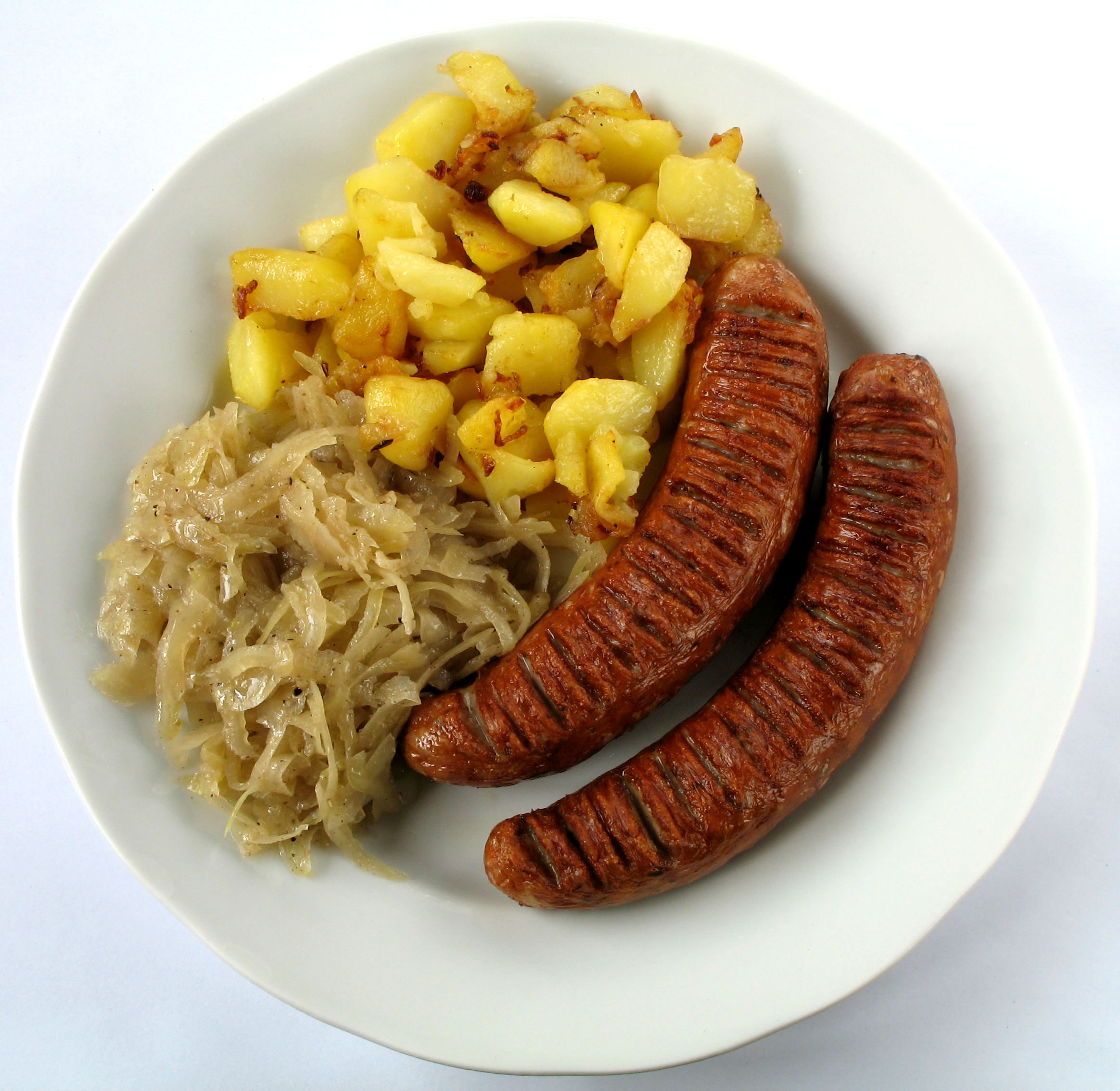
Bratwurst mit Sauerkraut und Bratkartoffeln – steht vor allem im Ausland für deutsches Essen

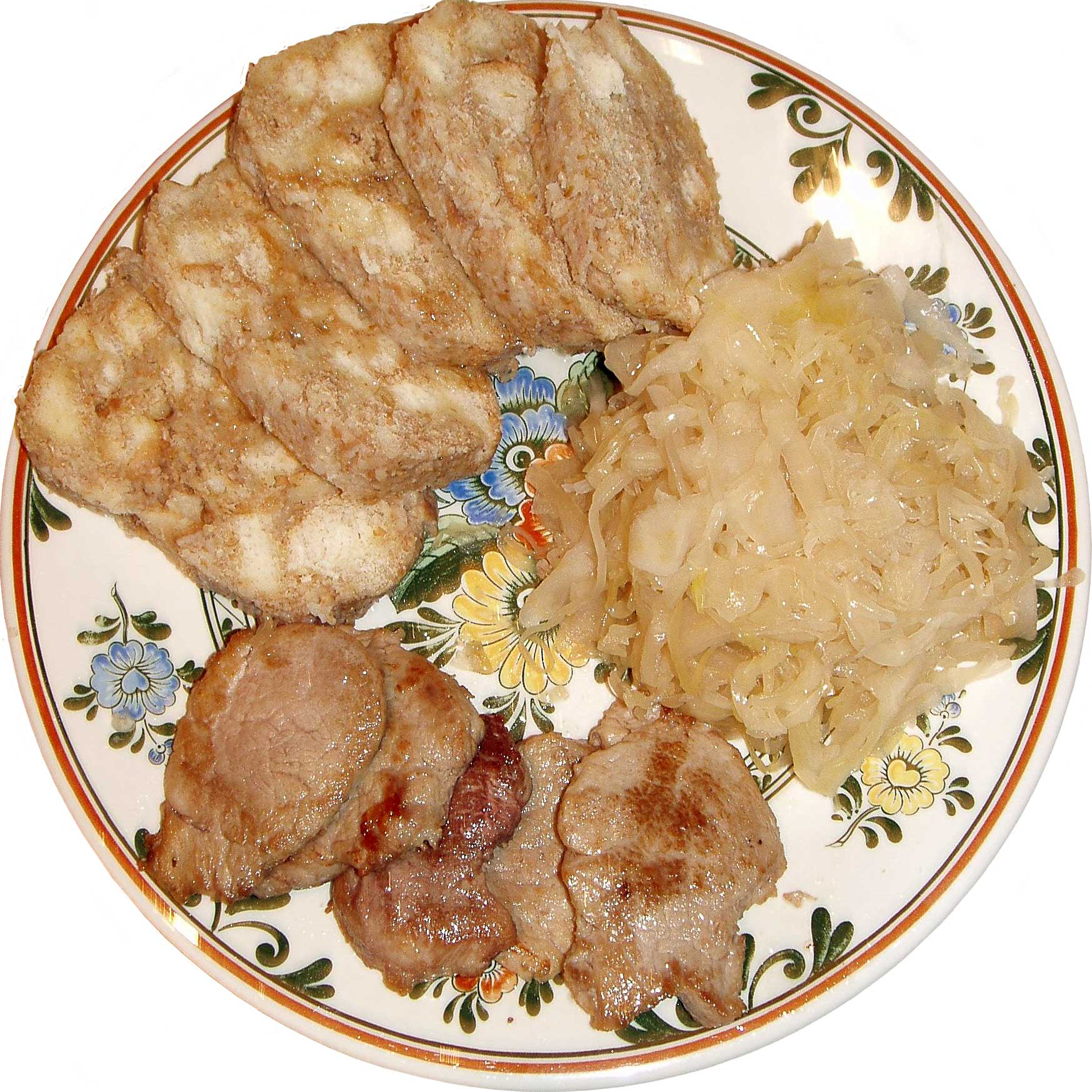
Das tschechische Nationalgericht Vepřo-knedlo-zelo

Gerichte mit Sauerkraut weisen eine große regionale Vielfalt auf. Im deutschsprachigen Raum gehören dazu folgende Beispiele:
- Bei den hessischen Rippchen mit Kraut wird gepökeltes Schweinekotelett im Sauerkraut mitgekocht.
- Sauerkraut ist wichtiger Bestandteil der bayerischen Küche, meist mit Kümmel gewürzt und oft leicht mit Mehlschwitze gebunden.
- Sauerkraut gehört ebenfalls zur schwäbischen Küche. Die Filder südlich von Stuttgart sind eines der bekanntesten Anbaugebiete für Spitzkraut (Filderkraut). In Leinfelden-Echterdingen feiert man alljährlich das Filderkrautfest. Typisch für die schwäbische Küche ist die Beigabe von Speck zum Sauerkraut; ein typisches Gericht sind Schupfnudeln mit Sauerkraut.
- In der Berliner und brandenburgischen Küche wird häufig Sauerkraut als Beilage serviert.
- In Franken erhält mehrmals gekochtes Sauerkraut Fleischeinlagen. Diese geben einen kräftigen Geschmack.
- Das Sauerkraut in Sachsen ähnelt dem fränkischen, wird jedoch häufig mit mehr Kümmel gewürzt.
- Im süddeutschen Sprachraum wird es zur Schlachtplatte mit Kesselfleisch und gekochten Blut- und Leberwürsten gereicht.
- In Österreich gehört es zum Bauernschmaus mit gebratenem und gepökeltem Fleisch (bzw. Schweinsbraten und Selchfleisch), Frankfurter Würstchen und Knödeln.
- Ebenfalls in Österreich gehört es als traditionelles Gericht zum Schweinsbraten mit Erdäpfelknödeln.[11]
- In der Schweiz serviert man Sauerkraut beispielsweise zur Berner Platte.
- Im württembergisch-fränkischen Heilbronn wird ein Auflauf zubereitet, für den Sauerkraut abwechselnd mit grober Leberwurst und Kartoffelpüree in eine Auflaufform geschichtet und dann im Backofen gebacken wird. Dazu reicht man Brot und/oder ebenfalls Schupfnudeln.

International sind folgende Varianten bekannt:

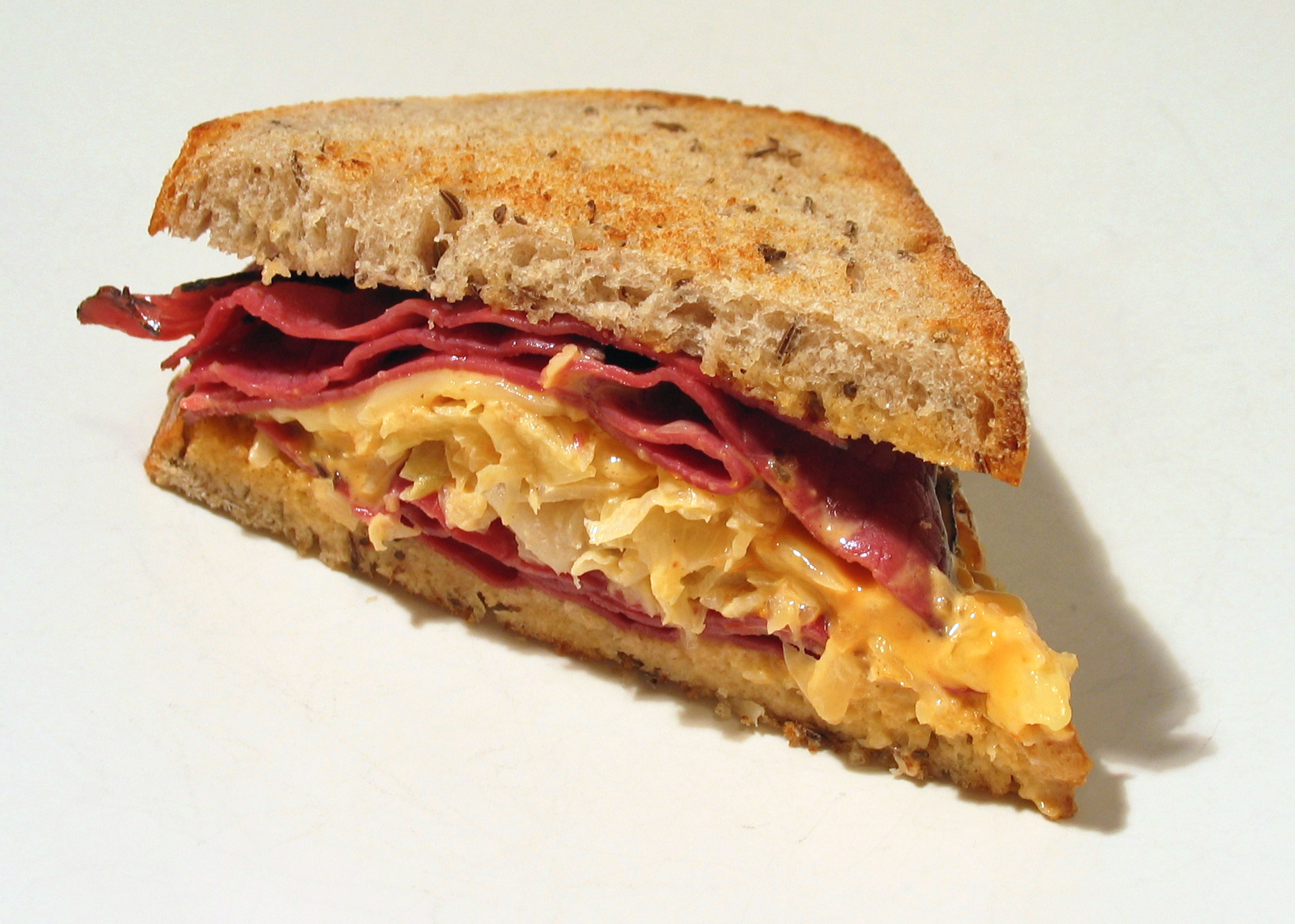
Reuben Sandwich

- Die elsässische Form der Schlachtplatte ist Choucroute garnie, „garniertes Sauerkraut“.
- In der Bretagne wird es mit Fisch und Senfsoße als Choucroute de Poisson oder Choucroute de la mer gegessen.
- Im Szegediner Gulasch aus der ungarischen Küche vermischt sich ein Gulasch mit viel Sauerkraut und etwas Sauerrahm.
- Wesentlicher Bestandteil des polnischen Nationalgerichtes Bigos ist Sauerkraut.

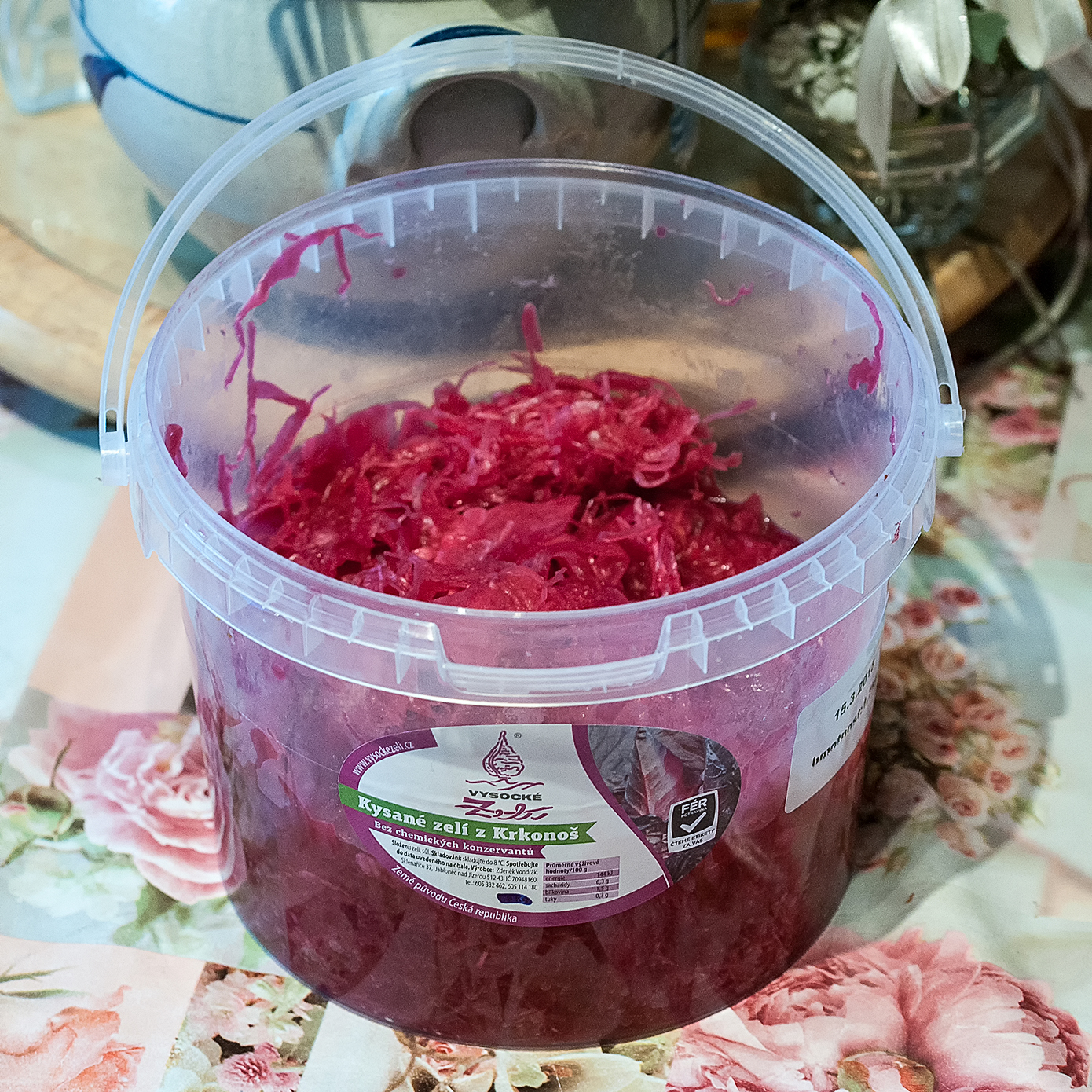
Kysané zelí, roter Spitzkohl, fermentiert wie Sauerkraut – Spezialität aus Iser- und Riesengebirge

- Kysané zelí, roter Spitzkohl, fermentiert wie Sauerkraut – Spezialität aus Iser- und Riesengebirge In Tschechien gehört es zum Nationalgericht Vepřo-knedlo-zelo (Schweinsbraten mit Knödeln und Kraut).
- Auf dem Balkan (besonders in Rumänien, Bulgarien und Serbien) ist Sarma beliebt: Ganze gesäuerte Kohlköpfe werden „entblättert“, diese Blätter werden mit einer gewürzten Farce aus Reis gefüllt, anschließend in Sauerkraut im Ofen gegart oder in einer geschwitzten Flüssigkeit gekocht. Der Name Sarma leitet sich von sarmak (Türkisch für „etwas in etwas einwickeln“) ab.
- In den USA ist Sauerkraut Bestandteil des Reuben Sandwich aus Roggenbrot, gepökelter Rinderbrust, Emmentaler und Russischem Dressing, das vor dem Verzehr geröstet wird. Auch das Würstchen des Hotdog wird vor allem in New York City oft mit einem Topping aus Sauerkraut belegt.

## Weitere Verwendung
- Sauerkrautsaft ist ein Gemüsesaft aus gepresstem rohen Sauerkraut. Er enthält viel Vitamin C, Milchsäure und Milchsäurebakterien. Er gilt als verdauungsanregend.[12]